# Пуйя Раймонда
Пуйя Раймонда (Puya raimondii) — вид квіткових рослин родини бромелієві (Bromeliaceae). Пуйя Раймонда відома як рослина з найбільшим суцвіттям. У деяких екземплярів воно може досягати у висоту 12 метрів, а його діаметр становить 2,5 метра. На цьому суцвітті налічується до 10 000 простих квіток. Ще однією її особливістю є те, що за свій довгий вік, а це 50-100 років, ця рослина цвіте лише раз і після визрівання насіння гине.
Завдяки аналізу ДНК учені довідалися, що пуйя не видозмінювалася протягом багатьох мільйонів років, тому колосальними розмірами вона зобов'язана своїй давнині.

## Назва
Рослина названа на честь італійського вченого Антоніо Раймонда, проте першим її виявив француз Альсід Шарль Д'Орбіньі в 1830 році, коли досліджував високогірну флору Болівії. Відомі також тривіальні англійські назви англ. Queen of the Andes, Queen of the Puna, що означає королева Анд або королева Пуни.

## Поширення та чисельність
Поширена ця рослина в гірських районах Болівії і Перу (Болівійських і Перуанських Андах) на висоті 3800-4300 метрів над рівнем моря невеликими групами, незалежно один від одного. Росте на схилах і ярах. Ареал його зростання неширокий. Її чисельність також не дуже велика, тому вона знаходиться під охороною цих держав. В диких умовах вона зустрічається приблизно один раз на квадратний кілометр ареалу проживання. На сьогоднішній день чисельність пуйї становить не більше декількох сотень тисяч примірників. У доісторичні часи, гігантські суцвіття пуйї росли в Андах повсюдно.

## Опис

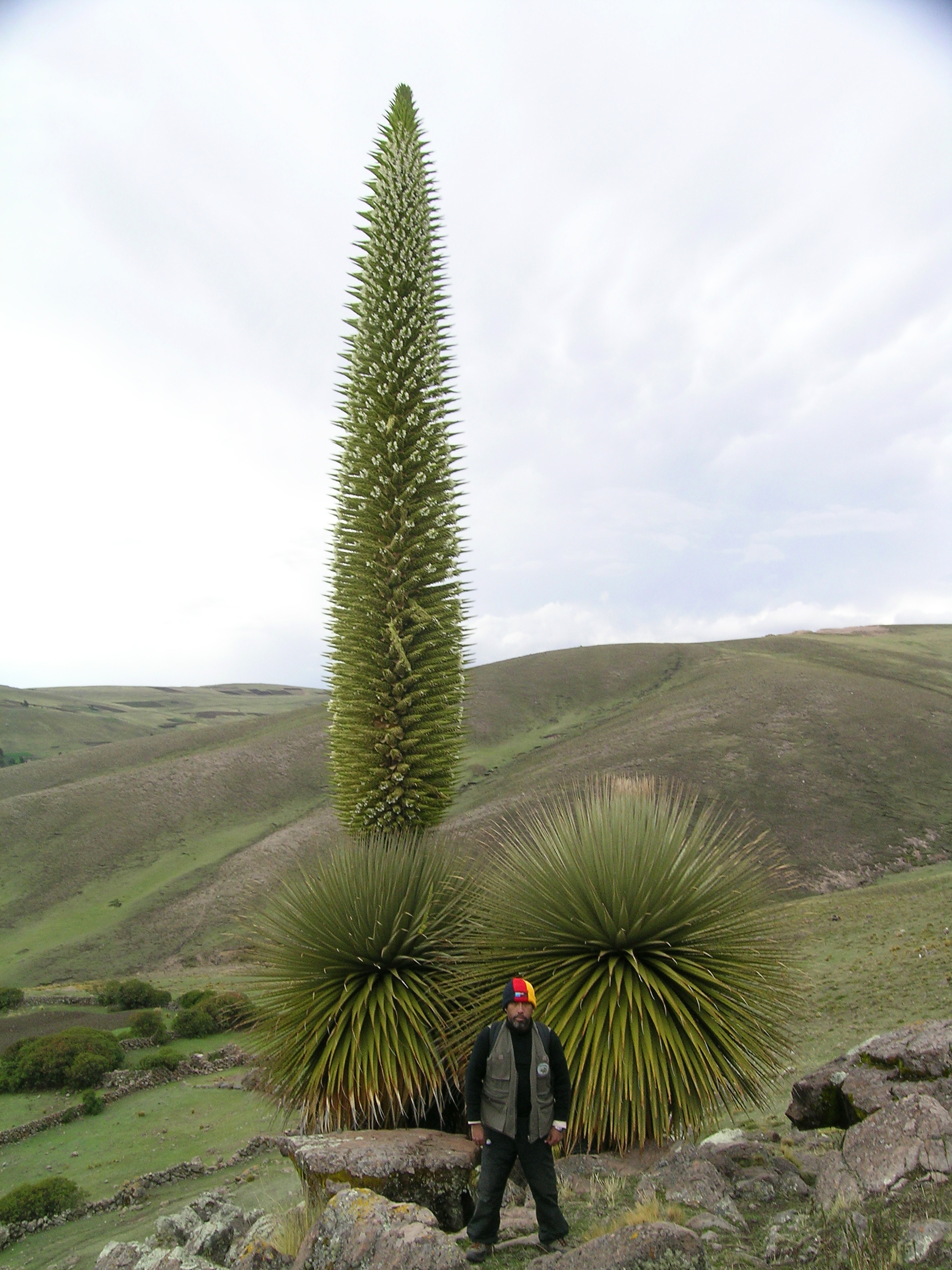
Аякучо, Перу

Через свої колосальні розміри пуйя Раймонда більше схожа на дерево або чагарник, ніж на звичайну рослину. Вона володіє потужною кореневою системою, яка відмінно пристосована для засвоєння вологи і харчування рослини. До того ж, вона є своєрідним «якорем», який надійно кріпить цю рослину до землі.
Стебла подовжені. Листя тонке і голе, по краях яких розташовуються невеликі шипи. Деякі представники родини Бромелієвих, до якого належить і пуйя Раймонда, поглинають вологу з повітря за допомогою особливих лусочок на листках, які діють за принципом промокашки.
Цвіте пуйя Раймонда тільки один раз, після досягнення 50-100-річного віку. Через те що квітучі стебла дуже вкорочені, то суцвіття розташовується дуже близько до основного стебла. Квіти мають 3 пелюстки білого кольору. Їхнім запиленням займаються комахи, кажани, іноді цей процес проходить за допомогою вітру.
У суцвітті утворюється від восьми до дванадцяти мільйонів насінин. Після того, як гігантське суцвіття відцвітає і на ній визріває насіння — наземна частина рослини відмирає.

## Охорона
Росте пуйя Раймонда тільки в трьох місцях в Перу (Анкаш, Кахамаркуїлла і Катак), а також в болівійських горах Команчі, в національному парку, створеному спеціально для її збереження. У 1963 році президент Болівії у своєму указі зрозуміло заявив, що рослини Команчських гір — справжній доісторичний скарб, і їх треба берегти.
Бережуть пуйю Раймонда по-різному. У хід йде і штучне запилення, і розсаджування молодих рослин по всій країні з метою озеленення, і розведення в ботанічних садах. Вчені сподіваються, що ці заходи принесуть свої плоди, і вона буде врятована від зникнення.